# 刀斯郎
刀斯郎（14世纪？—1388年），又作刀厮郎。明朝云南承宣布政使司麓川人物，傣族头领、把事。
明太祖洪武二十一年（1388年），刀斯郎跟随勐卯君主（麓川平缅军民宣慰使）思伦法攻打明朝内地，军至马龙他郎甸的摩沙勒，被明军击败。又被思伦法任命为悉剌（敢死队）的首领，率军号称三十万，一百余头大象，攻打定边县。明朝西平侯沐英率领精兵一万五千，用火箭火炮攻击，象群大惊，于是将他击败，追上将他斩杀。又说思伦法请降，把他作为战争主谋交给明朝处决。